# Louis-Alexandre Briant
Pour les articles homonymes, voir Briant.
Louis-Alexandre Briant  (22 octobre 1759 - Saint-Germain-en-Laye ✝ 14 décembre 1812 - entre Kowno et Tilsitt) était un militaire français des XVIIIe et XIXe siècles.

## Biographie
Louis-Alexandre Briant entra au service comme soldat dans le régiment de Béarn (15e d'infanterie) le 25 avril 1779, y fut nommé fourrier le 5 avril 1785, et continua d'y servir jusqu'au 24 avril 1787, époque à laquelle il rentra dans ses foyers.
Lorsque la Révolution française éclata, il reprit les armes et fut nommé capitaine dans le 7e régiment bis de hussards. C'est en cette qualité qu'il fit les premières campagnes de 1792, 1793 et an II à l'armée du Nord et à celle de la Moselle.
Envoyé en l'an IV à l'armée d'Italie, il y fit la guerre jusqu'en l'an IX. Chef d'escadron le 10 messidor an IV, les services qu'il rendit pendant le cours de cette guerre lui firent obtenir le grade de chef de brigade le 12 thermidor, et un arrêté des consuls, en date du 12 nivôse an IX, l'appela au commandement du 14e régiment de cavalerie, devenu 23e régiment de dragons en l'an XII.
Employé dans la 8e division militaire pendant les années X et XI, il vint tenir garnison à Lyon en l'an XII et en l'an XIII, fut nommé membre de la Légion d'honneur le 19 frimaire an XII, et créé officier de l'Ordre le 25 prairial suivant.
Il fit partie de la division de dragons de l'armée d'Italie pendant les campagnes de l'an XIV à 1807, et combattit en Allemagne pendant la guerre de 1809.
L'Empereur le nomma baron de l'Empire, avec dotation, le 15 août 1809, et lui conféra le titre de chevalier de l'ordre de la Couronne de Fer par décret du 18 du même mois.
Il prit part à l'expédition de Russie, et lors de la désastreuse retraite de Moscou, le 14 décembre 1812, entre Kowno et Tilsitt, il fut assailli sur la route par une centaine de cosaques. Il était en traîneau, malade et souffrant : on le renversa sur la neige, où il mourut de froid et des suites des mauvais traitements qu'il avait eu à subir.

## Armoiries
| Figure | Blasonnement |
|        | Armes du baron Briant et de l'Empire (décret du 15 août 1809, lettres patentes du 11 juin 1810 (Saint-Cloud)) Écartelé ; au premier d'azur au lion d'or, surmonté d'un croissant d'argent, au deuxième des barons tirés de l'armée ; au troisième d'argent au chevron d'azur, accompagné en chef de deux molettes de sable et en pointe d'une cloche du même ; au quatrième d'azur au guidon d'argent, montée et frangée d'or chargée de la lettre N. de sable, entouré de laurier du même et fichée dans une terrasse de sinople. Livrées : bleu, rouge, blanc et jaune. |